# Gorah Salathian
Gorah Salathian (of Gurha Slathian) is een stad en “notified area” in het district Samba van het Indiase unieterritorium Jammu en Kasjmir.

## Demografie
Volgens de Indiase volkstelling van 2001 wonen er 4.121 mensen in Gorah Salathian, waarvan 51% mannelijk en 49% vrouwelijk is. De plaats heeft een alfabetiseringsgraad van 82%.